# Kurt Kuschela
Kurt Kuschela (Berlijn, 30 september 1988) is een Duits kanovaarder.
Kuschela won in 2012 samen met Peter Kretschmer de gouden medaille op de 1000 meter in de C-2.

## Belangrijkste resultaten

### Olympische Zomerspelen
| Editie | Plaats | Resultaten |
| ------ | ------ | ---------- |
| 2012   | Londen | C-2 1000m  |

### Wereldkampioenschappen vlakwater
| Jaar | Plaats   | Resultaten |
| ---- | -------- | ---------- |
| 2011 | Szeged   | C-2 500 m  |
| 2013 | Duisburg | C-4 1000 m |

1936: Jan Brzák-Felix & Vladimír Syrovátka ·
1948: Jan Brzák-Felix & Bohumil Kudrna ·
1952: Finn Haunstoft & Bent Peder Rasch ·
1956: Alexe Dumitru & Simion Ismailciuc ·
1960: Leonid Geisjtor & Sergej Makarenko ·
1964: Andrei Chimitsj & Stepan Osjtsjepkov ·
1968: Serghei Covaliov & Ivan Patzaichin ·
1972: Vladislavas Česiūnas & Joeri Lobanov ·
1976: Sergej Petrenko & Aleksandr Vinogradov ·
1980: Ivan Patzaichin & Toma Simionov ·
1984: Ivan Patzaichin & Toma Simionov ·
1988: Nicolae Juravschi & Viktor Reneiski ·
1992: Ulrich Papke & Ingo Spelly ·
1996: Andreas Dittmer & Gunar Kirchbach ·
2000: Florin Popescu & Mitică Pricop ·
2004: Christian Gille & Tomasz Wylenzek ·
2008: Aliaksandr Bahdanovitsj & Andrei Bahdanovitsj ·
2012: Peter Kretschmer & Kurt Kuschela ·
2016: Sebastian Brendel & Jan Vandrey ·
2020: Fernando Jorge & Serguey Torres